# Ashley Hutchings

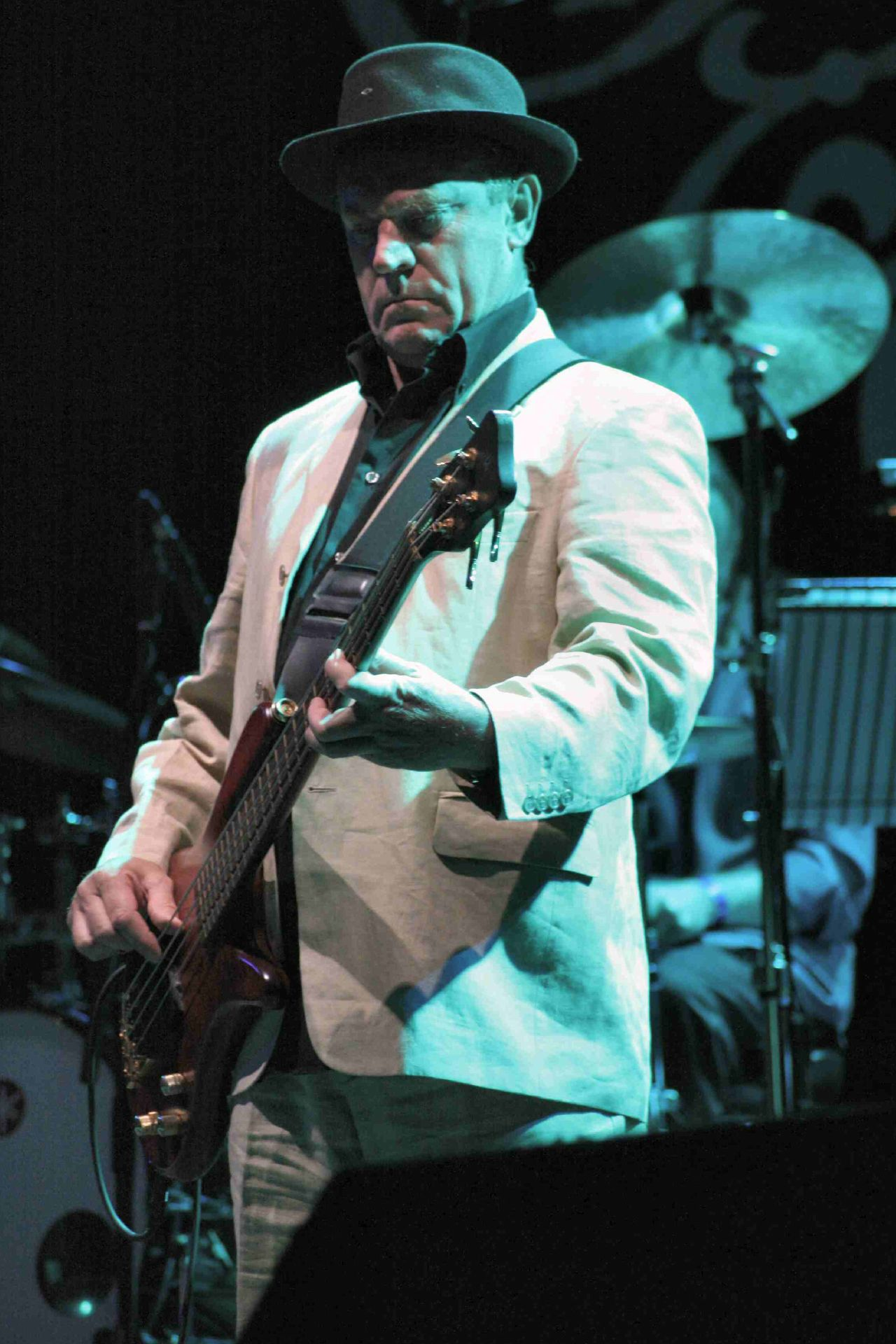
Ashley Hutchings August 2007

Ashley „Tyger“ Hutchings (* 26. Januar 1945 in Southgate, Middlesex) ist ein britischer Folkrock-Sänger und -Bassist.

## Leben
Hutchings begann als Sänger und Bassist einer Skiffle-Band. 1966 gründete er dann zusammen mit Simon Nicol, Steve Airey und Bryan King das Ethnic Shuffle Orchestra. Die Band hielt sich nicht besonders lange. Schon 1967 gründeten Hutchings und Nicol eine Folkrock-Band namens Fairport Convention. Nach der Veröffentlichung von Liege & Lief, dem vierten Album der Band, 1970, war Hutchings die Spielweise Fairport Conventions nicht mehr traditionsbewusst genug und er stieg aus. Nur kurze Zeit später gehörte er dann zu den Gründungsmitgliedern von Steeleye Span.
Doch auch bei Steeleye Span hielt es Hutchings nicht lange und er kehrte der Band bereits 1971 wieder den Rücken, um die Albion Band zu gründen. Die Band war ehemals nur als Begleitband von Hutchings’ späterer Frau Shirley Collins gedacht, blieb dann aber doch längere Zeit bestehen, wenn auch die Besetzung immer wieder wechselte. Und auch der Name der Band änderte sich oft. 1974 nannte sie sich Etchingham Steam Band, 1975 folgte die Albion Dance Band und 1978 verkürzte sich der Name schließlich zu Albion Band, die mit wechselnden Besetzungen noch heute besteht.
In der ersten Hälfte der 1970er-Jahre hatte Hutchings begonnen auch Solo-Platten und Duo-Platten mit anderen Folk-Musikern (darunter John Kirkpatrick und Judy Dunlop) zu veröffentlichen. Außerdem arbeitete er in den 1970er- und 1980er-Jahren noch mit vielen anderen Musikern zusammen, darunter Ian Matthews, Shirley Collins, Royston und Heather Wood, Richard Thompson, Ray Fisher, Mike und Lal Waterson und Martin Carthy. In den 1990er-Jahren gründete Hutchings ein Skiffle-Revival-Band namens Ashley Hutchings’ Big Beat Combo. Später arbeitete er auch im Duo mit Ernesto De Pascale.
Hutchings war als Produzent und Mitwirkender an vielen Theater- und Rundfunkproduktionen beteiligt. Seine Aufarbeitung traditioneller Volkstänze im Folkrock-Kontext war wegweisend für die englische Szene.

## Auswahldiskografie
- Ashley Hutchings with friends: The Guv'nor's Big Birthday Bash. Live from the Mill, Banbury. CD. Talking Elephant 1995
- Ashley Hutchings: The Guv'nor. Retrospective. Vol 1, 2, 3 (HTD Records/CastleMusic)